# GOOD MORNING-CALL
「GOOD MORNING-CALL」（グッドモーニング・コール）は、小泉今日子の25枚目のシングル。1988年3月9日にビクター音楽産業からリリースされた。

## 概要
表題曲「GOOD MORNING-CALL」はシングル曲で初の自身作詞となる楽曲で、″クノール・カップスープ″ キャンペーン・イメージソングとして使用された。
清水信之の遊び心でイントロにTM NETWORKの「Self Control (方舟に曳かれて)」風のバッキング・リフレインを使用した際小室哲哉が気に入りアルバム『Hit Factory』（1992年）にて本作をセルフカバーする際、同じアイディアを踏襲している。
カップリング曲「は・じ・め・て」の作曲は細野晴臣。NHK『みんなのうた』に採用された。
レコード・8cmCD・シングルカセットがリリースされた。1991年11月には「見逃してくれよ!」とカップリングされた8cmCDもリリースされている。

## 収録曲

### GOOD MORNING-CALL
1. GOOD MORNING-CALL
作詞：小泉今日子 / 作曲：小室哲哉 / 編曲：清水信之
2. は・じ・め・て
作詞：森雪之丞 / 作曲：細野晴臣 / 編曲：西平彰

### 見逃してくれよ!／GOOD MORNING-CALL
1. 見逃してくれよ!
2. GOOD MORNING-CALL
3. 見逃してくれよ!（カラオケ）
4. GOOD MORNING-CALL（カラオケ）